# Hanna Krabbe
Hanna Krabbe, född 1945 i Bad Bentheim är en tysk före detta medlem av Röda armé-fraktionen. Som medlem av Kommando Holger Meins deltog hon i ambassadockupationen i Stockholm 1975.
Krabbe dömdes 1977 till livstids fängelse. Hon frigavs 1996.
Hanna Krabbe är syster till RAF-medlemmen Friederike Krabbe, som undgått att gripas av polisen.